# Epacridaceae
Famille
Classification APG III (2009)
Les Epacridaceae sont une famille de plantes dicotylédones de l'ordre des Ericales. Selon Wattson & Dallwitz elle comprend 400 espèces réparties en 31 genres :
- Acrotriche, Andersonia, Archeria, Astroloma, Brachyloma, Choristemon, Coleanthera, Conostephium, Cosmelia, Cyathodes, Cyathopsis, Decatoca, Dracophyllum, Epacris, Lebetanthus, Leucopogon, Lissanthe, Lysinema, Melichrus, Monotoca, Needhamiella, Oligarrhena, Pentachondra, Prionotes, Richea, Rupicola, Sphenotoma, Sprengelia, Styphelia, Trochocarpa, Woolsia.

Ce sont de petits arbres ou des arbustes à feuilles persistantes des zones tempérées à tropicales de la région pacifique (principalement en Australie).
La classification phylogénétique incorpore cette famille aux Ericacées.